# 舒暢
舒 暢（シュー・チャンまたはスー・ツァン、1987年12月1日 - ）は、中国吉林省白山市出身の女優。身長163cm、体重42kg、AB型、人馬宮。

## 人物・経歴
1992年、5歳のときに、テレビドラマ「我的故事」でデビュー。
大学受験の際、周囲は名門・北京電影学院か、中央戯劇学院への進学を勧め、中央戯劇学院に合格したが、最終的には、家族の「どんな俳優になろうが、最終的には、その人自身の知識と教養がものを言う」という勧めに従い、北京外国語学院・英語科に進んだ。2004年に『宝蓮灯』を撮影したときは、ちょうど大学試験のさなかで、撮影の合間に問題集と台本を両手に持ち勉強した。
2009年2月、初の自伝となる「辺走辺暢」を出版、北京、上海、南京などの各都市で出版記念サイン会が行われた。
2009年3月26日、北京の天星伝媒とマネジメント契約を結んだと発表した。宋祖児（涓涓）も同じくマネジメント契約を結んだ。
中国では、「清純佳人」と呼ばれ、透明感のある容貌に人気があり、彼女のファンは「舒虫、舒迷」と呼ばれている。

### エピソード
9歳のときに、雑誌「東方少年」のモデルを務めた。撮影が終わってから、自らカメラマンにポーズについて意見し、その意見が採用された。そのカメラマンは「她果真是一个与衆不同的孩子（ほかの子と違うね）」と驚嘆した。
劉亦菲（リウ・イーフェイ）とは親友で、オードリー・ヘプバーンと橋本麗香のファン。

## 出演作品

### 映画
- 小巷情深 （1992年）
- 舞女（1995年） - 暁倩役。共演者に陳道明（チェン・ダオミン）。
- 呉二哥請神（1996年）
- 恋愛三十天（2006年）

### テレビドラマ
左から、原題、製作又は撮影年月、邦題、役柄の順。主役は太字。

#### 1990年代
- 我的故事（1992年）
- 陌生的海岸（1996年） - 舒小凡 役。
- 単親之家（1996年4月） - 小辣椒 役。
- 我没有家（1996年10月） - 宝丫頭 役。
- 好好過日子（1997年9月） - 周昭 役。
- 小鳳仙的故事（1998年） - 小鳳仙 役。

#### 2000年代
- 歓楽情縁（2001年） - 尚小雲 役。
- 新霍元甲（2001年） - 菊児 役。
- 新女駙馬（2001年） - 公主（皇帝の娘）の付き人 役。
- 夫妻過招之生財有道（2001年8月） - 高寒 役。快楽家庭シリーズの一作。
- 皇宮宝貝（2001年9月） - 巧月 役。
- 曹雪芹（2001年9月） - 抱玉 役。
- 衆裏尋她千百度（2001年12月）
- 拯救少年犯（2002年2月） - 康文静 役。
- 孝荘秘史（2002年4月） - 董鄂妃 役。
- 金粉世家（2002年5月） - 金梅麗 役。
- 天龍八部（2002年10月） - 天山童姥 役。
- 連城訣（2003年1月） - 水笙 役。
- 皇太子秘史（2003年04月） - 雲児 役。
- 宮廷画師郎世寧（2003年7月） - 幼敏 役。
- 李衛当官2（2003年8月） - 石榴 役。
- 少年大欽差（2003年9月） - 徐蓮 役。
- 厨子当官（2003年10月） - 玉環/碧環 役（二役）。
- 宝蓮灯（2004年2月） - 狐の妖精・小玉 役。
- 鶏祥如意（2004年8月） - 月児/星児 役（二役）。初めて春節に放映されたドラマ。
- 雨季不再来（2004年9月） - 孟思佳 役。2年がかりで撮影された、初めての現代劇。
- 精衛填海（2004年10月） - 精衛 役。
- 家和万事興之年夜飯（2004年11月）
- 酒後吐真言（2004年12月） - 孫慧妹 役。
- 中国母親（2005年3月） - 黄琳 役。
- 花開有声（2005年8月） - 月月 役。精神疾患のある役柄。
- 殷商伝奇（2005年10月） - 桐瑶 役。
- 大明奇才（2005年10月） - 曹貞 役。
- 愛在来時（別名：錯愛天使、2006年） - 周静怡/素雅 役。3度目となる双子の役。
- 鹿鼎記〈新版〉（2006年8月） - 建寧公主 役。
- 魔幻手機（2006年） - 未来から来たロボット・傻妞 役。再び、宝蓮灯製作チームとタッグを組んだ。
- 双城変奏（2008年10月放送） - 唐音/汀娜 役（二役）。中国とマレーシアとの合作作品。
- 義本同心（2007年7月） - 尚敏 役。陶大宇と共演。
- 紅官窯（2007年9月） - 夏芙蓉 役。
- 三国争乱 春秋炎城（2008年6月） - 淹城公主・羅敷 役。4回目の公主（皇帝の娘）役。
- 江姐（2009年8月） - 文娟 役。中国建国60周年記念ドラマ。
- 無量天（2009年11月） - 路遥想 役。17歳から47歳までの役を演じた。
- 新西遊記（2009年10月） - 女児国国王 役。中国古典小説「西遊記」のドラマ化。張紀中がプロデューサーを務める。
- 風雪飄落的季節（別名：血在焼、2007年9月） - 郝喜娥/郝喜蘭 役。
- 陽新鞋匠（2010年） - 欧宝妹 役。
- 劉三姐（2010年） - 劉三姐 役。

#### 2010年代
- 傻妞帰来（別名：魔幻手機2。2011年4月） - 傻妞 役。
- 麗王別姫 〜花散る永遠の愛〜（2017年） - 慕容林致 役。
- 龍珠伝 ラストプリンセス（2017年） - 雪傾城/舒婉心 役。